# 瑪莎特鯰
瑪莎特鯰，為輻鰭魚綱鯰形目項鰭鯰科的其中一種，為熱帶淡水魚類，分布於南美洲委內瑞拉Caura河流域，體長可達2.3公分，棲息在底層水域，生活習性不明。

## 扩展阅读
維基物種上的相關：瑪莎特鯰